# Bivibranchia simulata
Bivibranchia simulata is een straalvinnige vissensoort uit de familie van de penseelvissen (Hemiodontidae). De wetenschappelijke naam van de soort is voor het eerst geldig gepubliceerd in 1991 door Géry, Planquette & Le Bail.
Het is een langwerpig zilveren visje met een grote zwarte vlek op zijn flanken even achter de rugvin. De vis wordt 13.3 cm lang. Het verspreidingsgebied omvat delen van Brazilië, Frans Guinana en Suriname, waar het voorkomt in de Coppename, Nickerie en Suriname stroomgebieden. De vis komt ook in de oeverzone van het Brokopondostuwmeer voor. De vis eet voornamelijk ongewervelde dieren van de rivierbodem.